# Kyang
Kyang – gaun wikas samiti w zachodniej części Nepalu w strefie Dhawalagiri w dystrykcie Parbat. Według nepalskiego spisu powszechnego z 2001 roku liczył on 517 gospodarstw domowych i 2377 mieszkańców (1293 kobiet i 1084 mężczyzn).